# Кевин Нолан
Кевин Нолан е английски футболист, който играе на позицията полузащитник. Играещ треньор на Нотс Каунти.